# Великая Побойна
Великая Побойна (укр. Велика Побійна) — село в Дунаевецком районе Хмельницкой области Украины.
Население по переписи 2024 года составляло 873 человек. Почтовый индекс — 32471. Телефонный код — 3858. Занимает площадь 30,238 км². Код КОАТУУ — 6821880901.

## Местный совет
32471, Хмельницкая обл., Дунаевецкий р-н, с. Великая Побойна, ул. Ивана Франка, 60